# Cascera olivacea
Cascera olivacea är en fjärilsart som beskrevs av Rothschild 1917. Cascera olivacea ingår i släktet Cascera och familjen tandspinnare. Inga underarter finns listade i Catalogue of Life.